# Солдатов, Лев Леонидович
Ле́в Леони́дович Солда́тов (12 декабря 1918, Верхнеднепровск, Екатеринославская губерния — 30 ноября 1997, Москва, Россия) — генеральный директор Якутского алмазодобывающего производственного объединения Министерства цветной металлургии СССР. Герой Социалистического Труда (1977). Депутат Верховного Совета СССР 8 и 9 созывов. Заслуженный горняк Якутской АССР.

## Биография
Родился 12 декабря 1918 года в городе Верхнеднепровск. В 1936 году окончил среднюю школу в городе Грозный, после чего поступил в Новочеркасский политехнический институт, который окончил в 1941 году по специальности горный инженер. Участвовал в Великой Отечественной войне. После демобилизации работал инженером на различных производствах в Ростове-на-Дону. С 1946 года работал на урановых рудниках Магаданской области, на шахтах Чукотки и золотых приисках Якутии. Был начальником треста «Дальстрой». С 1959 года проживал в Ростове-на-Дону, где был директором машиностроительного завода. В 1964 году переехал в Якутскую АССР, где был назначен директором оловянного рудника в посёлке Эге-Хайя Верхоянского района. С 1966 года главный инженер треста «Якутзолото».
В 1969 году назначен управляющим «Якуталмаз». Во время его руководства на проектную мощность вышла фабрика № 3 и началась разработка алмазных трубок «Интернациональная» и «Удачная». Участвовал в строительстве социальной структуры города Мирный.
В 1977 году удостоен звания Героя Социалистического Труда «за выдающиеся успехи в выполнении социалистических обязательств 1976 года по увеличению выпуска и улучшению качества продукции, повышению производительности труда».
Возглавлял «Якуталмаз» до выхода на пенсию в 1978 году. Избирался депутатом Верховного Совета СССР 8 и 9 созывов.
Скончался 30 ноября 1997 года в Москве.

### Публикации
- Солдатов Л. Л. Алмазы. Золото. Уран. От мастера до генерального директора. — М.: ООО «Стил Ол», 1998. — 255 с. — ISBN 5-89073-020-7.

## Награды и премии
- Герой Социалистического Труда — указом Президиума Верховного Совета СССР от 12 мая 1997 года
- Орден Ленина
- Орден Красного Знамени
- Орден Трудового Красного Знамени
- Орден «Знак Почёта»
- Орден Отечественной войны 1 степени
- Орден Отечественной войны 2 степени
- Медаль «За оборону Москвы»
- Медаль «За оборону Кавказа»
- Медаль «Партизану Отечественной войны»
- Почётный гражданин Мирнинского района (1988)[3]

## Память
- В городе Мирный установлен памятник, посвящённый Льву Солдатову.
- Его именем названа одна из главных улиц в городе Мирный.
- Его именем назван крупный алмаз.
- Его именем назван танкер, перевозящий нефтепродукты, принадлежащий ООО СК «АЛРОСА-Лена».